# You & Me (Joe Bonamassa)
You & Me è il quinto album in studio del musicista blues rock statunitense Joe Bonamassa, pubblicato nel 2006.

## Tracce
1. High Water Everywhere (Charley Patton cover) – 4:06
2. Bridge to Better Days – 5:07
3. Asking Around for You – 4:17
4. So Many Roads (Otis Rush cover) – 7:05
5. I Don't Believe (Bobby Bland cover) – 3:22
6. Tamp Em Up Solid (Ry Cooder cover) – 2:30
7. Django (Django Reinhardt cover) – 4:56
8. Tea for One (Led Zeppelin cover) – 9:34
9. Palm Trees Helicopters and Gasoline – 1:47
10. Your Funeral and My Trial (Sonny Boy Williamson cover) – 2:59
11. Torn Down – 4:28

## Formazione
- Joe Bonamassa - voce, chitarra
- Rick Melick - tastiera
- Carmine Rojas - basso
- Jason Bonham - batteria